# Pavla Beretová
Pavla Beretová (* 28. října 1983 Ostrava) je česká herečka. Od roku 2008 je členkou Činohry Národního divadla v Praze.

## Vzdělání
Vystudovala Biskupské gymnázium v Ostravě-Porubě a Divadelní fakultu Akademie múzických umění v Praze (2004–2008). Během studia hostovala například v Divadle v Celetné (Agnes v Krysaři, Desdemona v Májovém Shakespearovi). Mimo scénu Národního divadla účinkovala v divadle A studiu Rubín, v Dejvickém divadle a v divadle La Fabrika.

## Kariéra

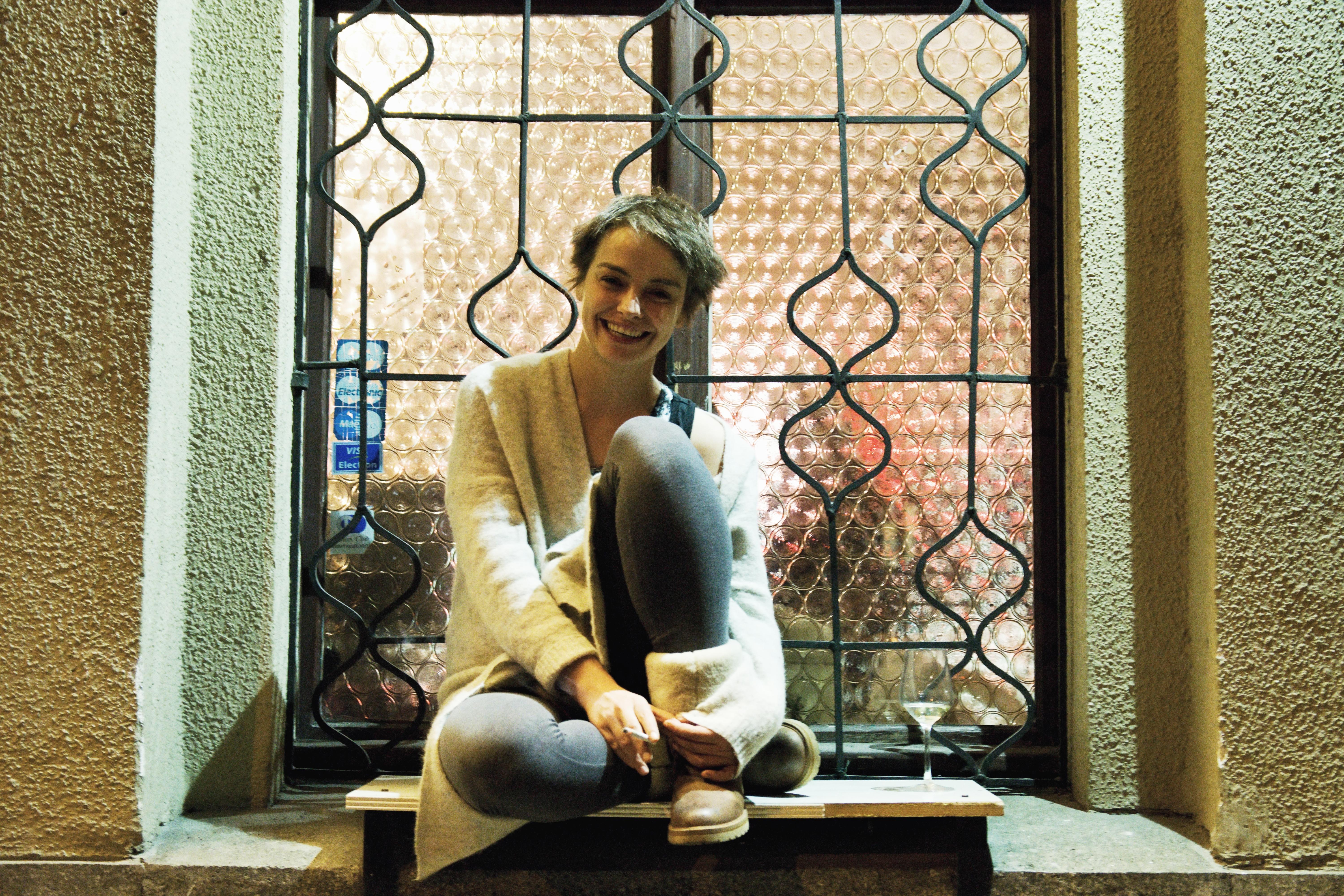
Herečka Pavla Beretová foto Topi Pigula

Její prvotní rozhodnutí stát se herečkou pochází patrně z období, kdy pracovala jako uvaděčka v Divadle Petra Bezruče v Ostravě. (První rozhodnutí stát se herečkou pochází už z jejích dětských let, kdy moderovala dětský pořád Klubíčko.) Po ukončení studia na gymnáziu chtěla studovat v Brně, avšak po složení talentových zkoušek a seznámení se se svými kantory na pražské DAMU změnila názor. Na první kolo přijímacích zkoušek ji připravila herečka Dana Fialková. K dalšímu kolu se však již nedostavila. Druhou šanci, kterou jí posléze škola nabídla, využila a složila všechna kola přijímacího řízení. Po absolutoriu v roce 2008 na divadelní fakultě DAMU, nastoupila do stálého angažmá Národního divadla. Od roku 2008 je členkou Činohry Národního divadla. Ještě před vstupem do souboru zde účinkovala v převzatých rolích Subrety a Sestry Marty v Rostandově Cyranovi z Bergeracu a v roli Dorotei ve hře Lope de Vegy Vladařka Závist aneb Zahradníkův pes.

## Ocenění a nominace
- 2008: Cena Jiřího Adamíry – studentka 4. ročníku DAMU
- 2009: Cena Alfréda Radoka – talent roku, nominace[2]
- 2009: Cena Thálie – nominace za roli Salome v kategorii nejlepší ženský herecký výkon (hra Kauza Salome – A studio Rubín)
- 2025: Český lev – nejlepší herečka v hlavní roli

## Divadelní role
Divadlo DISK
- Mužské záležitosti (premiéra: 17. října 2006 / derniéra: 7. května 2008)
  - 1.část: Soumrak bodů: (Petr Kolečko/Jan Frič)
  - 2.část: Homo 06: (Petr Kolečko/Jana Slouková/Daniel Špinar)
- Ledový hrot - Kaltes land (premiéra: 13. dubna 2007 / derniéra: 27. května 2008) - Reto Finger/Jan Frič/Orson Štědroň (Hana)
- Bratři Karamazovi (premiéra: 27. září 2007 / derniéra: 31. května 2008) – Fjodor Michajlovič Dostojevskij/Petr Kolečko/Daniel Špinar (Čert)
- Láska vole (premiéra: 5. prosince 2007 / derniéra: 3. května 2008) – Petr Kolečko/Jan Frič/František Soukup/Ondřej Novotný (Tequila)
- Štěstí dam/Musical radical (premiéra: 10.a 11. února 2008 / derniéra: 10. května 2008) – Émile Zola/Orson Štědroň/Lucie Málková/Jan Tošovský (Pavla Cugnotová)

A Studio Rubín
- HOMO 06 (přesunuto z DISKu, původně součást inscenace Mužské záležitosti) (obnovená premiéra: 16.9.2008 / představení ukončeno) (Petr Kolečko/Jana Slouková/Daniel Špinar)
- Kauza Salome (premiéra: 7.a 8. května 2009 / derniéra: červen 2018) (Oscar Wilde/Petr Kolečko/Daniel Špinar)
- Svrbí (premiéra: 24. října 2009/ dočasně pozastaveno uvádění) (Zuzana Dzurindová/Anna Petrželková)

Národní divadlo 
- Vladařka závist aneb zahradníkův pes (premiéra: 2005, derniéra: 2007) – Enikö Eszenyi (role: Dorotea)
- David a Goliáš (premiéra: 2007, derniéra: 2009) Ladislav Smoček (Pepička)
- Dva vznešení příbuzní (premiéra: 5. června 2008 / derniéra: 15. února 2009) – William Shakespeare/John Fletcher/Ivan Rajmont (Emílie)
- Sněhová královna (premiéra 24. dubna 2008, derniéra: 2012) – Hans Christian Andersen/Zoja Mikotová (Gerda)
- Mikve (premiéra: 4. prosince 2008, derniéra: 2018) – Hadar Galron/Michal Dočekal (Eliševa)
- Radúz a Mahulena (premiéra: 18. června 2009 / 5. února 2015) – Julius Zeyer/Jan Antonín Pitínský/Vít Zouhar (Mahulena - dcera krále tatranského)
- Nepřítel lidu (premiéra: 2009, derniéra: 2010) – Ivan Rajmont (Petra)
- Kupec benátský (premiéra: 2009, derniéra: 2011) Martin Čičvák (Jessika)
- Věc Makropulos (premiéra: 2010, derniéra: 2014) Robert Wilson (Kristina)
- Spaseni (premiéra: 2010, derniéra: 2011) – Michal Dočekal (Liz)
- Konec masopustu (premiéra: 2011, derniéra: 2012) – Jan Antonín Pitínský (Marie)
- Zkrocení zlé ženy (premiéra: 2011, derniéra: 2014) – Martin Čičvák (Kateřina)
- Deváté srdce (premiéra: 2011, derniéra: 2013) – Juraj Herz (Tončka)
- Bláznivý den aneb Figarova svatba (premiéra: 2012, derniéra: 2013) – Michal Dočekal (Zuzanka)
- Pán z Prasečkova (premiéra: 2012, derniéra: 2015) – Hana Burešová (Nerina)
- 1914 (premiéra: 2014, derniéra: 2015) – Robert Wilson (Setra, Servírka)
- Jedenácté přikázání aneb Mucholapka (premiéra: 2013, derniéra: 2017) – David Drábek (Františka)
- Les (premiéra: 2014, derniéra: 2016) – Michal Dočekal (Axjuša)
- Po sametu (premiéra: 2014, derniéra: 2016) – Jiří Adámek (několik rolí)
- Zemětřesení v Londýně (premiéra: 2015, derniéra: 2017) – Daniel Špinar (Jasmine)
- V rytmu swingu buší srdce mé (premiéra: 2015, derniéra: 2019) – Ondřej Havelka (Zuzana Tylová)
- Láska a informace (premiéra: 2016 , derniéra: 2018) – Petra Tejnorová
- Sen čarovné noci (premiéra: 2016 / hraje se) – Daniel Špinar (Hermie)
- Maryša (premiéra: 2017 / derniéra: 2018) – Jan Mikulášek (Maryša)
- Zbyhoň (premiéra: 2018 / derniéra: duben 2019) – Jan Frič (Pavla)
- Kytice (premiéra: 2019 / hraje se) – SKUTR (Lukáš Trpišovský a Martin Kukučka) (Vodník – Dcera, Dceřina kletba – Dcera, Holoubek – Vdova)
- Vassa Železnová (premíéra: 2021 / hraje se ) – Jan Frič (Anna, dcera)
- Otec hlídá dceru (premíéra: 2022 / hraje se ) – Jan Frič
- Naši furianti (premíéra: 2023 / hraje se )  – Martin Františák  (Markýtka Nedochodilová, cestující obchodnice s dřevěným nádobím)
- Mefisto (premíéra: 2024 / hraje se ) – Marián Amsler (Nicoletta von Niebuhrová)
- Wernish (premíéra: 2024 / hraje se ) – Jan Nebeský
- Privatizace (premíéra: 2025 / hraje se )  –  Petr Erbes, Boris Jedinák

La Fabrika
- HOMO 06 (obnovená premiéra: 19. února 2013 / derniéra: květen 2013) (Petr Kolečko/Jana Slouková/Daniel Špinar)

## Filmografie
- Láska In Memoriam (2007, TV film)
- Hodina klavíru (2007, TV film)
- Archiv (2009, TV film)
- Bludičky (2010, TV film)
- Soukromé pasti – V síti (2011, TV seriál) Adéla
- Okresní přebor – Poslední zápas Pepika Hnátka (2012)
- Terapie (2013, TV seriál)
- Ulice (2013, TV seriál) Veronika, studentka módního návrhářství
- Škoda lásky (2013, TV seriál), díl: „Manželka“
- Nevinné lži (2013, TV seriál), díl: „Čistá práce“
- Kdyby byly ryby (2014)
- Život a doba soudce A. K. (2014, TV seriál), díl: „Odlišnost“
- Případy 1. oddělení (2014, TV seriál)
- Kriminálka Anděl (2014, TV seriál)
- Vraždy v kruhu (2015, TV seriál)
- Teorie tygra (2016)
- Absence blízkosti (2017)
- Dabing Street (2018, TV seriál)
- Dáma a Král (2018, TV seriál)
- Vzteklina (2018, TV seriál)
- Sever (2019, TV seriál)
- Vodník (2019, TV seriál)
- Černé vdovy (2019, TV seriál)
- Případ mrtvého nebožtíka (2020)
- Místo zločinu Ostrava (2020, TV seriál)
- Poldové a nemluvně (2020, TV seriál)
- Zrádci (2020, TV seriál)
- Osada (2021, TV seriál)
- Atlas ptáků (2021)
- Vánoční příběh (2022)
- Místo zločinu České Budějovice (2023)
- Svatá (2024)
- Rok vdovy (2024)
- Amerikánka (2024)

## Audio
- Královnina šavle (audiokniha, 2008) vydavatelství Tympanum (Dorota Masłowská)
- Muž činu (rozhlasová hra, 2012) Český rozhlas 3 – Vltava (Jesper Halle)
- Porodní bába (audiokniha, 2016) OneHotBook (Katja Kettu)
- Anihilace (audiokniha, 2018) vydavatelství Tympanum (Jeff VanderMeer)
- Nevidím ani tmu (audiokniha, 2021) vydavatelství Tympanum (Aleš Palán)

## Rozhlas
- 2011 – George Tabori: Jak být šťastný a neuštvat se, role Amanda Lollypop; Český rozhlas, překlad: Magdalena Štulcová, dramaturgie: Hynek Pekárek, režie: Aleš Vrzák[4]
- 2016 – William Shakespeare: Sen noci svatojánské, role Puk; Český rozhlas, překlad: Martin Hilský, rozhlasová adaptace: Klára Novotná, režie: Martina Schlegelová.[5]
- 2022 – Melita Denková: Královna Majdalenka a skřítek Pistihnátek.